# УР-200
УР-200 (Индекс ГРАУ — 8К81, по классификации МО США и НАТО — SS-X-10 Scrag) — советская жидкостная двухступенчатая баллистическая ракета, разрабатывавшаяся как межконтинентальная ракета, ракета-носитель спутников системы морской космической разведки и целеуказания «Легенда», противоспутниковой системы ИС, а также орбитальная (глобальная) ракета наземного и шахтного типов базирования.
Головной разработчик — ОКБ-52 (руководитель — В. Н. Челомей).
Изготовитель — Машиностроительный завод имени М. В. Хруничева.

## Описание
| № пуска    | Дата и время           | Ракета          | Место пуска               | Цель       | Подразделение | Результат  | Примечание                                                  |
| ЛКИ УР-200 | ЛКИ УР-200             | ЛКИ УР-200      | ЛКИ УР-200                | ЛКИ УР-200 | ЛКИ УР-200    | ЛКИ УР-200 | ЛКИ УР-200                                                  |
| ---------- | ---------------------- | --------------- | ------------------------- | ---------- | ------------- | ---------- | ----------------------------------------------------------- |
| 1          | 5 ноября 1963 13:24:25 | 8К81 №Г10701301 | ПУ № 19 Пл. № 90 Байконур | Кура       | в/ч 25741     | аварийный  | Отказ двигателя 8Д43 №3 на старте, ракета упала рядом с СП. |
| 9          | 20 октября 1964        | 8К81            | ПУ № 20 Пл. № 90 Байконур | Кура       | в/ч           | успешный   |                                                             |

## Тактико-технические характеристики
- Основные характеристики
  - Максимальная дальность: 12000-14000 км
  - Забрасываемый вес: 3900 кг
  - Точность (КВО): ? км (предельное отклонение — ? км)
- Массо-габаритные характеристики:
  - Длина: 34,6 м
  - Диаметр: 3 м
  - Масса: 138 т
    - Из них, топливо:
- Двигатель
  - Ступени: 2
  - Топливо: 
    - Горючее: Несимметричный диметилгидразин
    - Окислитель: Тетраоксид диазота

  - 1-я ступень
    - Время работы:
    - Тяга ДУ ур. моря/вакуум: 1999/ кН
    - Удельный импульс ДУ ур. моря/вакуум:

  - 2-я ступень
    - Время работы ≈
    - Тяга ДУ в вакууме:
    - Удельный импульс ДУ в вакууме:
- Головная часть: маневрирующая АБ-200
  - Боевых блоков: 1
  - Тип ГЧ: моноблочная
  - Мощность заряда: Мт
- Система управления: автономная, инерциальная с радиокоррекцией
- Способ базирования: наземный и шахтный
- Тип старта: газодинамический